# Actinotus rhomboideus
Actinotus rhomboideus là một loài thực vật có hoa trong họ Hoa tán. Loài này được (Turcz.) Benth. mô tả khoa học đầu tiên năm 1867.